# Vladimír Weiss (futbolista nacido en 1964)
Vladimír Weiss (Bratislava, antigua Checoslovaquia; 22 de septiembre de 1964) es un exfutbolista y ex-seleccionador de Eslovaquia. Actualmente dirige al SK Slovan Bratislava.

## Trayectoria

### Como jugador
Weiss jugó con Checoslovaquia/Eslovaquia y el FK Inter Bratislava.
Como internacional jugó en el Mundial de Fútbol de 1990 con Checoslovaquia. Fue internacional en 19 ocasiones con Checoslovaquia y también 12 veces internacional con Eslovaquia.

### Como entrenador
Como entrenador del Artmedia Bratislava logró ganar Corgoň Liga eslovaca y llegó a la fase de grupos en la Liga de Campeones de la UEFA 2005/06. Entrenó al FC Saturn ruso entre febrero de 2006 y junio de 2007. Donde llevó a varios de los que fueron sus futbolistas en su club de origen. En junio de 2007 regresó al FC Artmedia. En 2008 se hizo cargo de Eslovaquia. El 14 de octubre de 2009, llevó al equipo nacional al mayor éxito histórico al conseguir primera clasificación de la historia de Eslovaquia para un Mundial (o cualquier torneo importante).

## Curiosidades
Su hijo Vladimír Weiss (futbolista nacido en 1989) juega también en el Š. K. Slovan Bratislava como delantero.
Su padre, que también se llama Vladimír Weiss, fue un futbolista internacional que representó a Checoslovaquia.

## Palmarés
- Copa de Eslovaquia: 2004, 2008
- Corgoň Liga: 2005, 2008

Todos los títulos los logró con el Artmedia Bratislava